# Tibioploides cyclicus
Tibioploides cyclicus is een spinnensoort in de taxonomische indeling van de hangmatspinnen (Linyphiidae).
Het dier behoort tot het geslacht Tibioploides. De wetenschappelijke naam van de soort werd voor het eerst geldig gepubliceerd in 1995 door Sha & Zhu.